# Xyrichtys niger
Xyrichtys niger es una especie de peces de la familia Labridae en el orden de los Perciformes.

## Morfología
- Los machos pueden llegar alcanzar los 16,2 cm de longitud total.[1]

## Distribución geográfica
Se encuentra desde el Mar Rojo hasta las Filipinas, el Japón y Hawái.